# Реакция обмена
Реакция обмена, реакция метатезиса — химическая реакция между двумя сложными веществами (соединениями), в которой проходит обмен между обоими реагентами реакционными группами или ионами, при этом степени окисления элементов не меняются. Общую схему реакции можно представить следующи образом:
{\displaystyle \mathrm {A{-}B\ +\ C{-}D\longrightarrow A{-}D\ +\ C{-}B} }.

## Неорганическая химия
В неорганической химии примером реакции обмена может служить взаимодействие двух солей, имеющих разные катионы металлов и разные кислотные остатки, в результате которого происходит образование двух новых солей, хотя бы одна из которых частично или полностью выпадает в осадок в условиях реакции или подвергается необратимому гидролизу (в последнем случае за реакцией обмена следует реакция гидролиза):
{\displaystyle {\mathsf {AgNO_{3(aq)}+NaCl_{(aq)}\longrightarrow AgCl_{(s)}+NaNO_{3(aq)}}}}
{\displaystyle {\mathsf {3Na_{2}S_{(aq)}+{2AlCl_{3(aq)}}+6H_{2}O\longrightarrow {6NaCl_{(aq)}}+2Al(OH)_{3(s)}+3H_{2}S_{(g)}}}}
Другим примером реакции обмена является реакция нейтрализации, протекающая с выделением воды в качестве слабодиссоциирующего продукта:
{\displaystyle {\mathsf {NaOH_{(aq)}+HCl_{(aq)}\longrightarrow NaCl_{(aq)}+H_{2}O}}}

## Органическая химия
В органической химии в реакции метатезиса олефинов происходит перекрёстное перераспределение фрагментов молекул между двумя исходными реагентами, например, алкенами. Реакцию впервые наблюдал в 1950 годах при полимеризации этилена Карл Циглер. Работы Ива Шовена из Института Нефти Франции раскрыли механизм этих реакций и стали основой для их применение в промышленности.

Метатезис олефинов

Реакция используется в промышленном масштабе (например корпорацией Royal Dutch Shell в Shell Higher Olefin Process) уже с 70-х годов 20 века.
Проведение сложного органического синтеза стало возможным с разработкой в 1990-х годах стабильных катализаторов Робертом Граббсом и Ричардом Шроком.
Наряду с проведением обычных реакций в нефтехимии благодаря новым катализаторам стало возможным проведение сложных кольцевых реакций обмена при синтезе сложных циклических соединений для производства гормонов, антибиотиков, феромонов, гербицидов. За работу по химии комплексов металлкарбенов и их применении в каталитических олефиновых реакциях метатезиса Роберт Граббс, Ричард Шрок и Ив Шовен в 2005 году  были удостоены Нобелевской премии по химии.